# 프런티어
미국사에서의 프런티어(영어: Frontier)는 17세기 초 유럽의 아메리카 식민 정착부터 1912년에 서부 준주들이 연방에 주로 가입될 때까지 북아메리카에서의 미국의 확장과 연관되는 지리, 역사, 전승과 문화를 총칭하는 표현이다. 올드 웨스트(영어: Old West), 대중적으로 와일드 웨스트(영어: Wild West)라고도 불린다.
대량 이주와 정착으로 대표되는 이 시기는 특히 루이지애나 매입 이후 토머스 제퍼슨 미국 대통령의 장려를 통해 촉진되었으며 "명백한 운명"(manifest destiny)이라 불린 팽창주의적 태도와 프레드릭 잭슨 터너와 같은 역사학자들의 "프런티어 사관"(Frontier Thesis)의 대두를 불러왔다. 이 시기에 발생한 역사적 사건들, 설화와 전승들은 미국 문화와 국가 정체성에 큰 영향을 미쳤다.

## 미국 역사 속 서부 개척
- 1492년 크리스토퍼 콜럼버스에 의해 신대륙이 발견
- 18세기 전반까지 신대륙에 13개 식민지 건설
- 1775년 독립전쟁 발발
- 1776년 7월 4일 미국 독립
- 1783년 독립전쟁 미국 승리
- 1803년 프랑스로부터 미시시피강 서쪽(루이지애나)을 사들임
- 1804년 봄 미국은 루이지애나를 사들이긴 했으나 서쪽이 어떤땅인지 알기위해 탐험대 조직(탐험코스:루이지애나에서 서쪽으로 전진 -태평양으로 빠져 나가는것)
- 1805년 1월 7일 탐험대는 로키산맥을 넘어 태평양을 발견 (왕복거리 12000km)
- 같은해 9월 23일 탐험대는 세인트 루이스에 도착
- 1808년 서부로 이어지는 국도 컴벌랜드 국도 완공으로 본격적인 서부개척시작
- 1819년 미국은 에스파냐로부터 플로리다를 사들임
- 1835년 증기선 개발 서부로 물자 수송 용이
- 1846년 미국은 멕시코와 전쟁 선포
- 1848년 미국 승리 조약 맺음 조약으로 캘리포니아, 네바다, 유타, 애리조나의 땅을 얻음
- 1848년 캘리포니아에서 금광 발견 (골드 러시의 시작 19세기까지 계속됨)
- 이무렵 일리노이 주로부터 캘리포니아로 이주하려던 80명 남짓한 사람들이 시에라네바다산맥 도나 고개에서 눈보라를 만다 조난당함 이사건을 서부 개척사상 최대의 비극으로 일컬어짐
- 1852년 골드러시로 캘리포니아주의 샌프란시스코에 역마차 회사가 설립으로 운송수단 발전

## 미국 문화 속 프런티어 정신
- 《서부 개척사》(How The West Was Won, 1962년)
- 《오케이 목장의 결투》(Gunfight At The O.K. Corral, 1957년)
- 《허클베리 핀의 모험》(The adventures of Huckleberry Fin, 1884) - 《톰 소여의 모험》(1876)의 속편. 더글러스라는 미망인에게 의탁하여 살고 있는 허크는 숨막힐 것 같은 평범한 일상생활과 주정뱅이 아버지에게서 벗어나려고 도망쳐 나와 흑인 노예 짐과 함께 미시시피강을 따라 뗏목을 타고 내려간다. 두 사람은 때때로 육지에 올라가서 본 젊은이들의 비련의 이야기, 불량배들의 싸움, 악당들의 사기 등에서 허크의 활약이 펼쳐진다. 이야기는 톰 소여의 큰어머니에게 팔려간 짐을 허크가 톰의 도움으로 구출하는 데서 끝난다.

## 비판

### 미국인의, 미국인을 위한, 미국인에 의한 프런티어 정신
서부개척시대를 배경으로 한 다양한 책, 영화 등의 문화콘텐츠는 프런티어 정신이 미국의 주요 특징으로 자리잡는데 일조한다. 더불어 프런티어 정신을 미화시켜 미국인들에게 자부심과 상징적 의미를 심어주었다. 미국인은 피해 의식과 함께 적에 의해 포위된 느낌에 사로잡혀 있다는 지적도 있다. 대중문화에서 항시 누군가가 자신을 모함하고 거꾸러뜨리기 위해 일을 꾸미는 상황이나, 순진하나 용기있는 개인이 이러한 환경을 홀로 타개해 간다는 줄거리가 자주 등장하는 것은 이러한 심성의 발로이다. 이는 아마도 순박한 개척자의 이미지로 자신을 정당화하는 이면에 잠재된 정복자로서의 죄의식과 불안감이 배어나온 결과로 추측된다.
또한 미국인들에게 불확실한 것을 향한 모험은 어렸을 때부터 영원한 동경의 대상이다. 이 동경에는 자신의 창의와 노력을 다해 새로운 기회를 성공으로 시현하는 것이 신이 부여한 인간의 권리이며 의무라는 종교적 의미가 함축되어 있다.
유럽인이 건너오기 전에 이미 북미 대륙에 인디언이 광범위하게 살고 있었음에도 미국인은 '신세계(the new world)'라는 표현을 즐겨 사용한다. 정착 및 이후의 확장 과정에서 계속 인디언과 충돌하고 그들을 잔인하게 정복함으로써만 자리를 차지할 수 있었음에도, 그들은 백지상태로 있던 신개척지를 향해 나아가는 이주민의 모습에서 미국인의 정체성을 찾으려 한다. 사실 북미 대륙은 처절한 투쟁과 기만과 피로 얼룩진 땅임에도, 미국인들은 스스로를 처녀지(virgin land)에 발을 디딘 순백한 개척자의 모습과, 끊임없이 침범해 오는 잔인한 외적이나 험한 자연의 힘에 굴하지 않고 굳게 버티는 용기를 지닌 사람으로 묘사한다. 미국인들은 종종 이러한 신개척지에서 홀로 역경을 타개하는 영웅을 미국인의 전형으로 생각한다. 미국인의 신화에서 볼 때 새로운 땅에 이민을 결행한 미국인 자신은 모두 소(小)영웅이다.

### 프런티어 정신의 실제
미국이 자랑하는 서부개척사와 용기와 인내,진취성의 프런티어 정신의 실상은 탐욕과 파괴를 상징한다. 미국이 자랑하는 서부개척사는 미국에 의해 미화되고 정당화 되어왔다. 크리스토퍼 콜럼버스가 대서양을 횡단하여서 아메리카 대륙을 발견하기 전까지 아메리카 지역의 원주민들은 그들 나름의 방식대로 삶을 영위하고 있었다. 하지만 대서양을 횡단해서 콜롬버스가 아메리카 대륙을 발견을 하면서 아메리카는 신대륙이라고 불리게 된 것으로서 유럽에서 경제적인 여유와 종교적인 자유를 찾아서 영국을 비롯한 유럽에서 수많은 사람들이 이주를 하게 되면서 북미지역의 원주민인 인디언들은 유럽에서 이주한 사람들과 자연히 마찰을 빚게 되었다. 인디언들은 유럽에서 이주한 이주민들에 의해서 자신의 삶의 터전을 빼앗기고 서부로 점차 쫓겨가게 되고 자유롭게 살던 원주민인 인디언들은 이제는 인디언 보호구역이라고 지정된 쓸모가 없는 황무지에서 살게 되었다. 즉, 미국에 의해 외부세계에 주입된, 긍정적으로 비춰졌던 프런티어 정신은 서구 중심의 교묘한 역사교육이 만들어낸 환상에 불과하다.